# Geofrey Massa
Geofrey Massa (Jinja, 19 febbraio 1986) è un ex calciatore ugandese, di ruolo attaccante.

## Carriera

### Club
Ha giocato nei campionati ugandese, egiziano, nordcipriota e sudafricano.

### Nazionale
Ha esordito in nazionale nel 2005, collezionando oltre 50 presenze.